# Luis Carlos de Borbón, conde de Eu
Luis Carlos de Borbón, conde de Eu (Palacio de Versalles, 15 de octubre de 1701-Castillo de Sceaux, 13 de julio de 1775), fue el quinto hijo de Luis Augusto de Borbón hijo legitimado del rey Luis XIV y de su amante Madame de Montespan, por lo tanto nieto de este y de su esposa Luisa Benedicta de Borbón. Fue el último miembro de la Casa de Borbón-Maine.

## Primeros años
Nació en el Palacio de Versalles el 15 de octubre de 1701, quinto hijo, pero segundo hijo sobreviviente de Luis Augusto de Borbón, duque de Maine y de su esposa, Luisa Benedicta de Borbón.
Se crio con su hermano mayor, Luis Augusto (conocido como el príncipe de Dombes), muy unido de él y a su hermana menor Luisa Francisca, conocida como mademoiselle de Maine. Los hermanos eran muy consentidos por parte de sus padres y gozaban de numerosos privilegios en la corte 

## Vida posterior y matrimonio
En 1723 Luis Carlos contrajo matrimonio con Luisa Ana. Mediante un arreglo que hizo Luisa Francisca de Borbon con los Maine. Fue un matrimonio unido en el cual Luisa Ana como Luis Carlos se tenían cariño el uno al otro. Su madre la Duquesa de Maine destaca que estaba sorprendida por el afecto y cariño de tenían. La pareja no era tan recurrente en la corte y vivían retirados en el campo o en parís hasta el inesperado deceso de su hermano Luis augusto
La pareja solo tuvo a un hijo. María Ana que era muy a apegada a sus padres y fue bautizada con el título de Mademoiselle de Aumale sin embargo falleció a los 19 años debido a una pulmonía. ella fue la única hija que tuvo la pareja.
A la muerte de su padre en 1736 obtuvo el título de Duque de Aumale. También fue nombrado Gran Maestre de la Artillería de Francia, un puesto también de su padre.
Fue su hermano mayor quien fue el heredero principal de su padre. A la muerte de este en 1755, como resultado de un duelo, Luis Carlos era el único heredero de su hermano y por lo tanto se convirtió en el jefe de la Casa de Borbón de Maine. Él heredó los títulos de la familia; príncipe de Dombes (1755-1762), príncipe de Anet, duque de Gisors, conde de Dreux y barón de Sceaux. Lo cual soprendio a la pareja ya que recibieron numerosos títulos y propiedades después de esto Luisa Ana empezó a estar más presente en la corte.  
Sin embargo Luis después de la muerte de Luisa Ana fue muy poco visto en la corte y residió y se trasladó a una vida en el campo en el cual se dedicó a la caza.

## Muerte
Murió en Sceaux a la edad de 73 años, el 13 de julio de 1775. Su primo, Luis Juan María de Borbón, duque de Penthièvre, heredó todos sus bienes.

## Ascendencia
| Luis Carlos de Borbón, conde de Eu | Padre: Luis Augusto de Borbón    | Abuelo paterno: Luis XIV de Francia                   | Bisabuelo paterno: Luis XIII de Francia                                |
| Luis Carlos de Borbón, conde de Eu | Padre: Luis Augusto de Borbón    | Abuelo paterno: Luis XIV de Francia                   | Bisabuela paterna: Ana de Austria                                      |
| Luis Carlos de Borbón, conde de Eu | Padre: Luis Augusto de Borbón    | Abuela paterna: Madame de Montespan                   | Bisabuelo paterno: Gabriel de Rochechouart, Duque de Mortmart          |
| Luis Carlos de Borbón, conde de Eu | Padre: Luis Augusto de Borbón    | Abuela paterna: Madame de Montespan                   | Bisabuela paterna: Diana de Grandseigne                                |
| Luis Carlos de Borbón, conde de Eu | Madre: Luisa Benedicta de Borbón | Abuelo paterno: Henrique de Borbón, príncipe de Condé | Bisabuelo materno: Luis de Borbón, príncipe de Condé, "Le Grand Condé" |
| Luis Carlos de Borbón, conde de Eu | Madre: Luisa Benedicta de Borbón | Abuelo paterno: Henrique de Borbón, príncipe de Condé | Bisabuela materna: Claire-Clémence de Maillé                           |
| Luis Carlos de Borbón, conde de Eu | Madre: Luisa Benedicta de Borbón | Abuela materna: Ana Enriqueta del Palatinado          | Bisabuelo materno: Eduardo del Palatinado                              |
| Luis Carlos de Borbón, conde de Eu | Madre: Luisa Benedicta de Borbón | Abuela materna: Ana Enriqueta del Palatinado          | Bisabuela materna: Ana María de Gonzaga                                |

| Predecesor: Luis Augusto de Borbón | Duque de Aumale 1736-1775                             | Sucesor: Luis Juan María de Borbón |
| Predecesor: Luis Augusto de Borbón | Príncipe de Anet Conde de Dreux Conde de Eu 1755-1775 | Sucesor: Luis Juan María de Borbón |
| Predecesor: Luis Augusto de Borbón | Príncipe de Dombes 1755-1762                          | Sucesor: Dominio real              |
| Predecesor: Dominio real           | Duque de Gisors 1762-1775                             | Sucesor: Luis Juan María de Borbón |